# 滝川郵便局
滝川郵便局
（たきかわゆうびんきょく）
- 北海道滝川市にある郵便局。本記事にて記述する。

（たきがわゆうびんきょく）
- 群馬県高崎市にある郵便局。局番号は04216。
- 三重県名張市にある郵便局。局番号は22180。

滝川簡易郵便局（たきがわかんいゆうびんきょく）
- 鹿児島県大島郡喜界町にある簡易郵便局。局番号は79708。

滝川郵便局（たきかわゆうびんきょく）は北海道滝川市にある郵便局。民営化前の分類では集配普通郵便局であった。

## 概要
住所：〒073-8799 北海道滝川市大町2-4-36

## 沿革
- 1890年（明治23年）3月1日 - 滝川郵便局（三等）として開設。同年7月16日より、為替・貯金取扱を開始[1]。
- 1893年（明治26年）3月21日 - 滝川郵便電信局となる。
- 1903年（明治36年）4月1日 - 通信官署官制の施行に伴い滝川郵便局となる。
- 1958年（昭和33年）7月11日 - 電話通話および和文電報受付事務の取扱を開始[2]。
- 1959年（昭和34年）6月10日 - 風景入通信日付印の使用を開始。
- 1974年（昭和49年）7月28日 - 滝川市緑町から、同市大町に局舎を新築、移転。
- 1986年（昭和61年）11月25日 - 滝川北滝の川簡易郵便局の廃止に伴い、取扱事務を承継。
- 1998年（平成10年）9月1日 - 外国通貨の両替および旅行小切手の売買に関する業務取扱を開始。
- 2006年（平成18年）9月19日 - 江部乙郵便局から集配業務を移管[3]。
- 2007年（平成19年）3月19日 - 新十津川郵便局、石狩吉野郵便局、雨竜郵便局から集配業務を移管[4]。
- 2007年（平成19年）10月1日 - 民営化に伴い、併設された郵便事業滝川支店に一部業務を移管。
- 2012年（平成24年）10月1日 - 日本郵便株式会社の発足に伴い、郵便事業滝川支店を滝川郵便局に統合。

## 取扱内容
- 郵便、印紙、ゆうパック、内容証明
- 貯金、為替、振替、振込、国際送金、外貨両替、国債、投資信託
- 生命保険、バイク自賠責保険、自動車保険、がん保険、引受条件緩和型医療保険
- ゆうちょ銀行ATM
- 滝川市内、雨竜郡雨竜町内および樺戸郡新十津川町内の集配業務
- ゆうゆう窓口

## 周辺
- 滝川市役所
- 滝川市立病院
- 滝川警察署
- 北海道滝川高等学校
- 国道12号
- 国道38号

## アクセス
- JR函館本線・根室本線 滝川駅から北東へ約1.3km（徒歩約14分）
- 北海道中央バス（滝川営業所） 滝川市立病院前停留所下車
- 道央自動車道 滝川ICから西へ約4km
- 駐車場あり：10台